# Arkaia
Arkaia és un poble (concejo) de la Zona Rural Est de Vitòria, al territori històric d'Àlaba. Era un antic nucli urbà d'època romana, conegut com a Suestatium, Suessatio o Suestatio. En 2014 tenia 81 habitants

## Geografia
Situat a l'est del municipi, a 524 msnm, es troba a uns 4 kilòmetres de Vitòria en direcció sud-est en la carretera A-4117 i confrontant al nord amb el ferrocarril Madrid-Hendaia que el separa del nucli urbà de la ciutat.

## Demografia
La població d'Arkaia ha anat creixent amb els anys. L'any 2000, el poble comptava amb tot just 64 veïns, que es van incrementar a 87 en 2007. És per això pel que en 2015 es van fer unes obres de sanejament en les quals el paviment dels carrers va ser substituït, entre altres millores.
| Gràfica d'evolució demográfica de Arkaia entre 2000 i 2014 |
|                                                            |
|                                                            |

## Història

### Restes Romanes

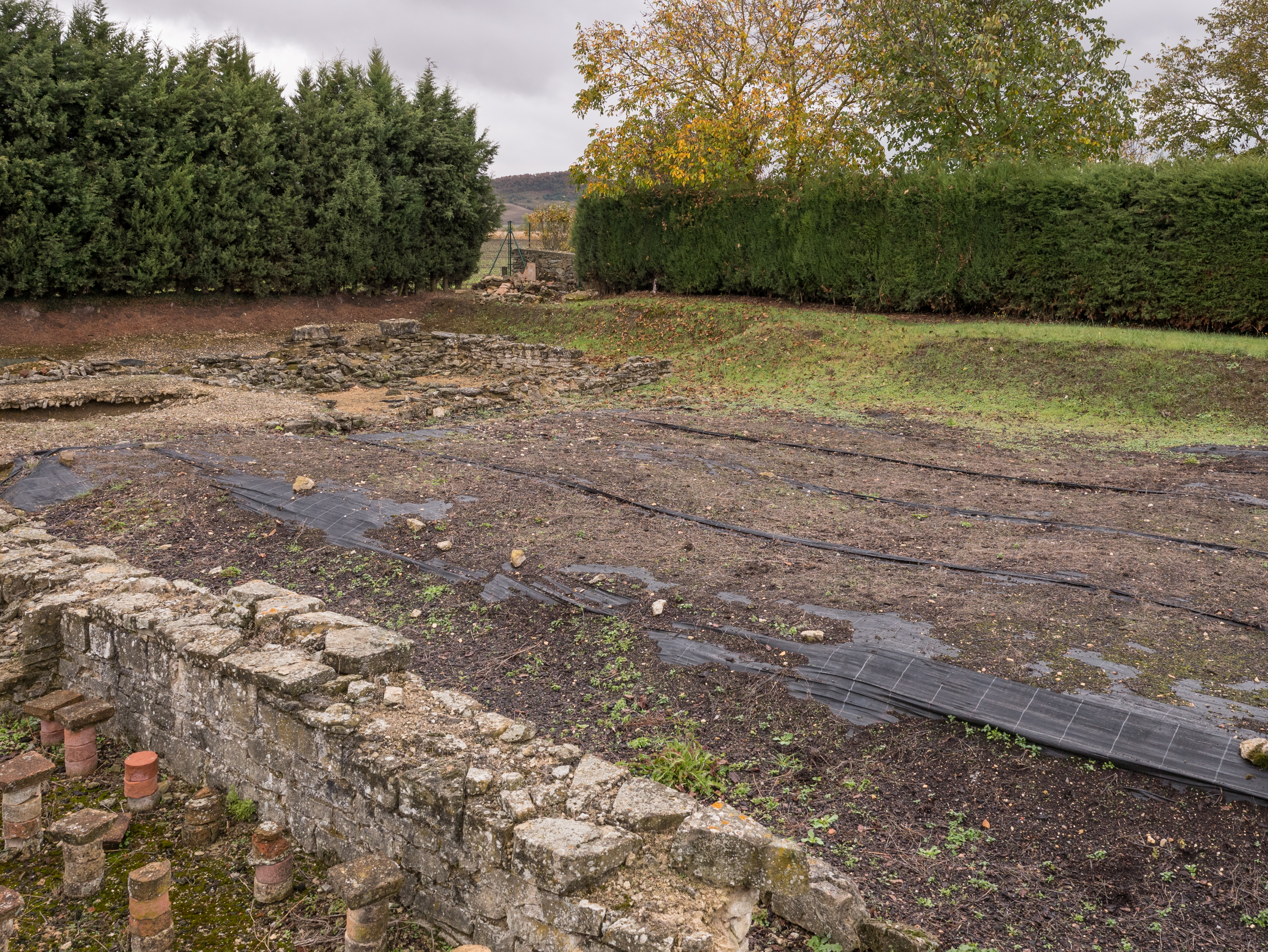
Jaciment arqueològic de les termes romanes d'Arkaia

Hi ha restes arqueològiques d'una casa de banys romana que es va descobrir al segle xviii per Lorenzo Prestamero. Només segueix existint una fracció de l'assentament romà, que va abastar al voltant de 19 hectàrees. En 1976, l'arqueòleg Ramón Pisa Lengaran va excavar les restes de la casa de banys i els va descriure com probablement per a l'ús públic. Excavacions recents han indicat que la zona va ser habitada almenys des de l'any 300 aC endavant. Les restes romanes s'han relacionat amb la ciutat de Suessatio-Suestatio que apareix en les fonts clàssiques. La proximitat a la via romana que unia Asturica Augusta amb Burdigala conegut com a Ab Asturica Burdigalam podria explicar la grandària de l'assentament.
En l'estiu de 2015, durant unes obres de sanejament del poble, van ser trobats més restes romanes prop de l'església. Aquests jaciments tenien tres nivells: en el nivell superior s'apreciaven uns enterraments medievals plens de tombes de nens i en els altres dos nivells es va descobrir una construcció romana dels segles I i II aC, juntament amb unes decoracions de marbre. També es van descobrir unes restes caristis dels primers egles abans de Crist.

### Edat mitjana
Arkaia va ser cedida a Vitòria per la Confraria d'Arriaga en 1332. En el seu terme va existir el llogaret de Sarricurri. La documentació medieval assenyala que al segle xiii hi abundava la vinya.

## Monuments

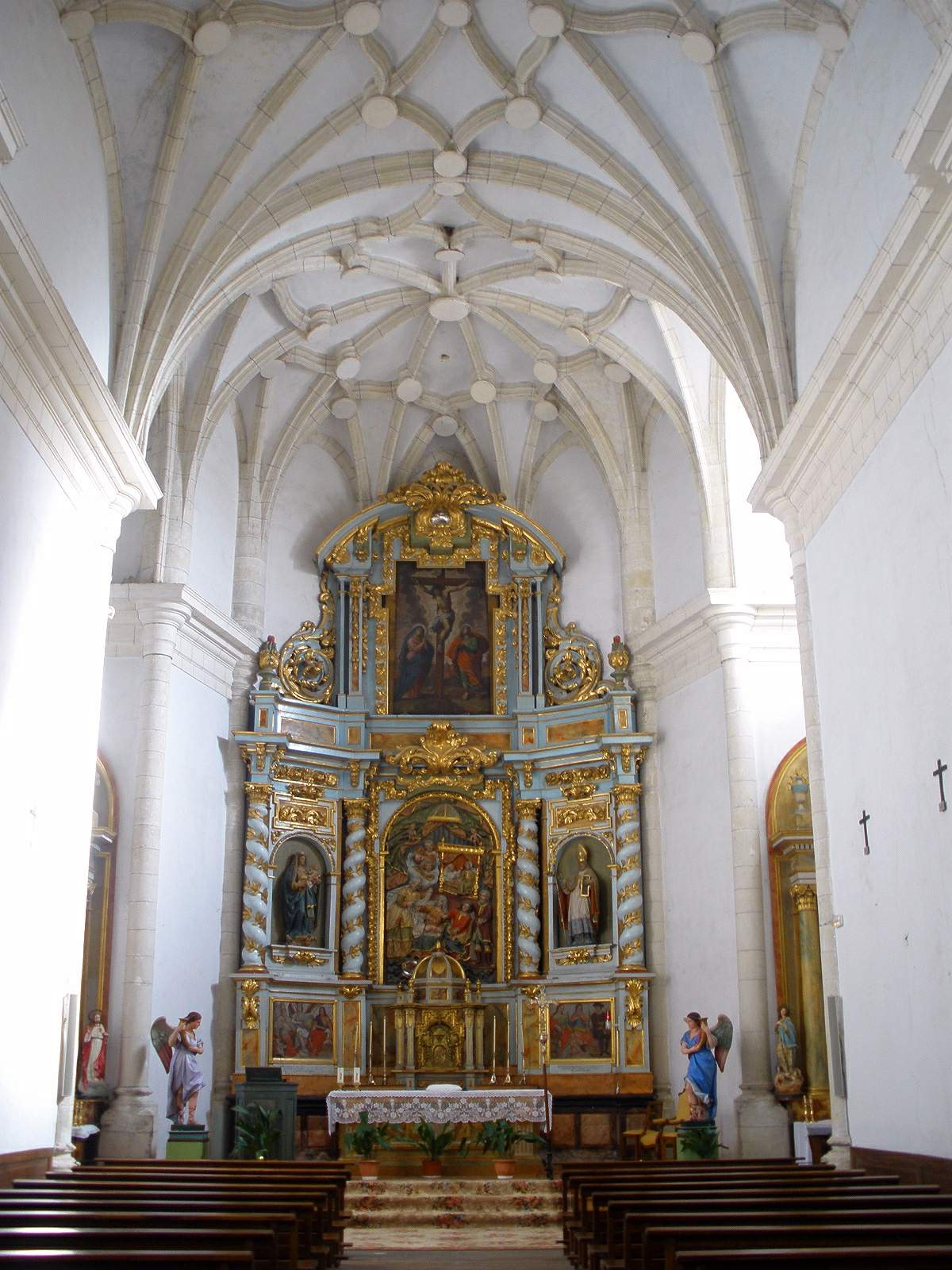
Interior de l'església de la Natividad de Nuestra Señora

- Església parroquial de la Natividad de Nuestra Señora. El seu retaule major data del segle xviii, pagat per Catalina de Aberásturi en 1702. Aquesta església posseeix un pòrtic neoclàssic amb arcs motllurats, portada de tres obertures endintellats, pila baptismal medieval i torre del segle xviii.[6]
- Termes romanes. Situades al costat de la localitat, en la sortida cap a Otazu, van ser descobertes al segle xviii.

## Camí de Sant Jaume
Durant l'edat mitjana, els pelegrins d'Europa van començar a usar l'antiga calçada romana en la seva peregrinació a Santiago de Compostel·la com a part de la Ruta Interior Basca del Camí de Sant Jaume. Existeixen evidències de la peregrinació a l'interior de l'Església de la Natividad de María (documentat per primera vegada en 1226) al centre del poble.
Un dels 43 llogarets que s'uniren a Vitòria en diferents temps i ocasions i que en segregar-se en 1840 la Quadrilla d'Añana va romandre en la Quadrilla de Vitoria.

## Personatges il·lustres
- Juan Retana. Arquebisbe de Messina en el segle xvi.[6]